# セッコク属
セッコク属 （学名：Dendrobium） は、ラン科に含まれる分類群の一つ。非常に種類が多く、形態も変異に富む。栽培されているものも多く、東洋ランとしては長生蘭、洋ランとしてはデンドロビウムの名で流通している。

## 概要
セッコク属は東南アジアを中心に、西はインド、南はオーストラリアから北は日本まで分布し、その種数は1000を越えるとも言われる。着生植物で、よく知られるものは竹のような節のある棒状の偽球茎を束生して基部の根で樹木に張り付くものであるが、その形は多様で、一見全く違った姿に見えるものも数多い。

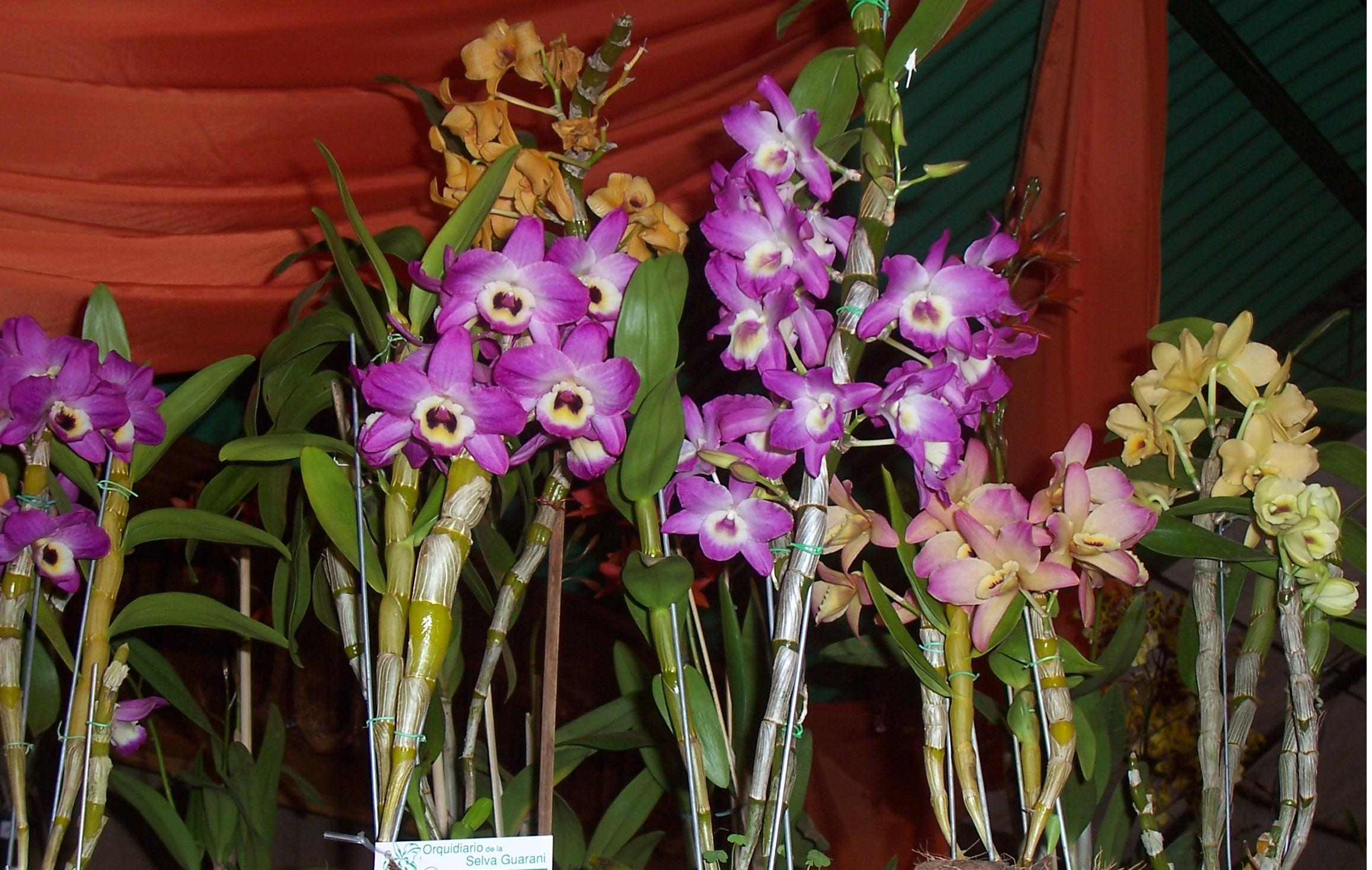
ノビル系デンドロビウムの各種

姿のおもしろさや花の美しさから栽培される例も多く、日本ではセッコクが古くから栽培され、特にその葉変わり品を中心としたものは長生蘭と呼ばれ、古典園芸植物の一つとして扱われる。他方、熱帯域の多様な種が洋ランとして栽培されて古くから人気があり、四大洋ランの一角に取り上げられる。交配品種や改良品種も多く、特にノビル系とデンファレ系は古くからよく知られたものである。現在でも洋ラン栽培や切り花や贈答品としてもその重要な一角をになっている。
和名のセッコクは類似の中国産のものに由来し、学名はギリシャ語の dendron （樹木）と bios （生命）を合成したもので、樹木に着生して生活することに依る。

## 特徴
茎は束生し、基部より出る根で基物に付着する。普通は樹木に着生するが、一部では岩の上に生えるものもある。
偽球茎は多くは棒状で肉厚の革質、複数の節を持つ。葉は革質で、茎の上の節ごとにつくが、葉身を持たない節もある。葉の基部は葉鞘となって茎を包むが、これを持たないものもある。新しい茎は古い茎の基部から横に出るが、間に匍匐茎を作らないのが普通。偽球茎のより先端部の節から新芽を生じる場合もある。

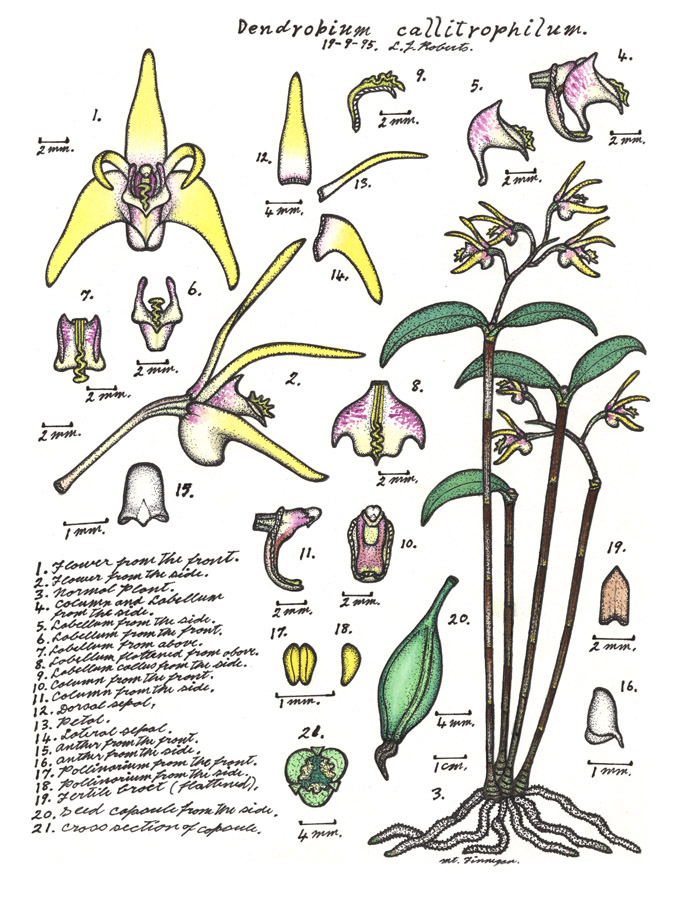
デンドロビウム・カリツロフィルム（図）

花は茎の上の節から生じ、単生するか、数個を房状につけるか、あるいは花茎を伸ばして複数花を総状につける。包は小さいか、またはない。
花は非常に多様な形となる。ただ、全体に形態としては比較的単純で、唇弁が大きく裂けていたり、特殊な構造があったりはしない。距は短いのが普通。
花に見られる共通の特徴としては、以下のものがあげられる。
- 萼片三枚はほぼ同型。
- 側萼片はずい柱の基部のところでやや癒合して唇弁の距を収める袋のような、顎状の形（メンタムとも言う）になる。唇弁の基部は狭くなってずい柱の基部に合着する。
- ずい柱は短くて先端にある葯は二室。
- 花粉塊は四個、蝋質で尾状体はない。

### 多様性
上記のような共通の特徴は認められるが、実際の見かけは非常に様々である。その形態の多様性は、「おそらく種子植物の中でもっとも大きな変異を示すグループ」との声もある。
大きさについては、小型種では1cmというものがある一方で、大きいものでは5mに及ぶ例がある。外見については、セッコクでは棒状の茎を側生して、これが樹木の上に上向き、あるいは斜め横向きなどに伸ばす、といった格好であり、かなりの種がほぼこれと似た姿を取る。しかしキバナセッコクなどはむしろ茎が下向きに垂れ下がり、熱帯域にも同様の姿の例が多数ある。また、デンドロビウム・デンシフローラムのように茎は立つかせいぜい斜めに伸びるが、花茎が長く伸びて垂れ下がるものもある。
茎の形もセッコクでは基部と先端がやや細まった棒状だが、デンドロビウム・スペシオサムでは先端に向かって細まる角状、リンデリでは太くて短い卵形になり、さらにカナリキュラタムでは丸く膨らむため、オニオンオーキッドと呼ばれる。逆にデンドロビウム・ハンコッキーのようにシダレヤナギの枝のような細長い例もある。また、茎にはっきりした稜を持つものや、扁平になったものもある。さらにデンドロビウム・クスベルトソニイでは茎が長さ1.5cmと葉よりも小さくなっており、デンドロビウム・リンギフォルメでは茎はほぼ退化して一枚の葉をつけるのみで、匍匐茎が発達して基盤上に伸びる。

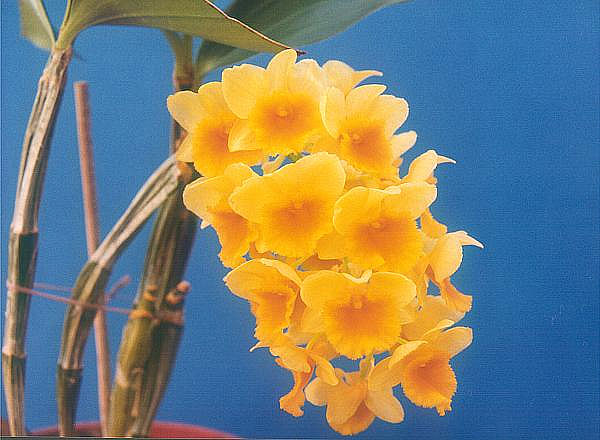
デ・デンシフォラム・立ち上がる茎から垂れる花穂
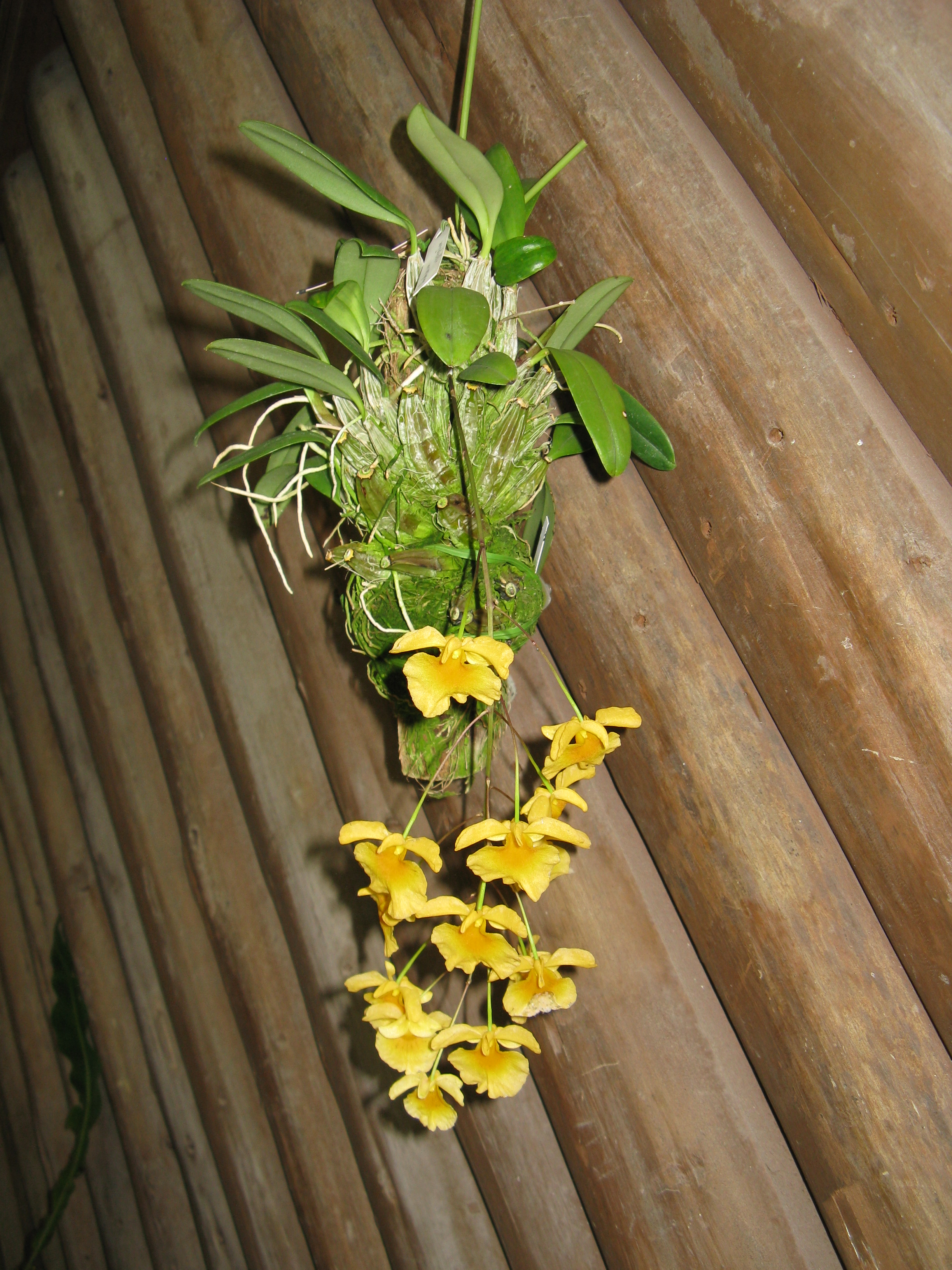
デ・リンドレイ・短い偽球茎に1葉
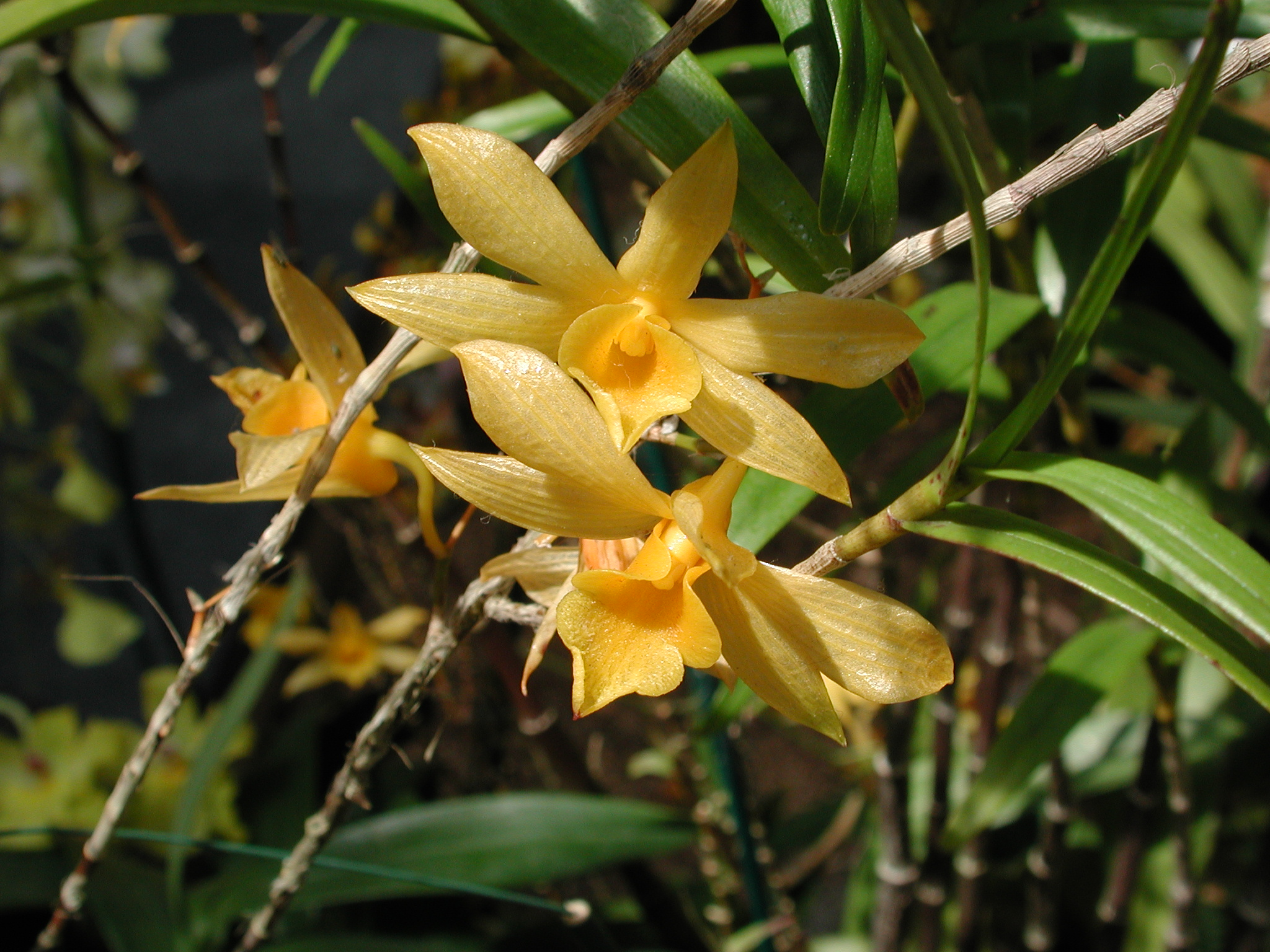
デ・ハンコッキー・非常に細い茎
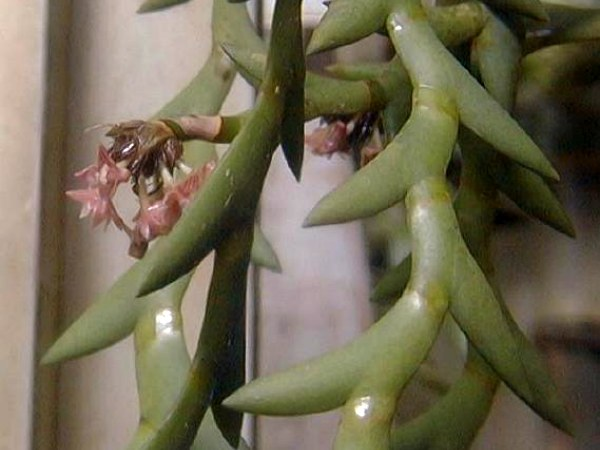
デ・ディスティカム・葉鞘に茎が隠れる
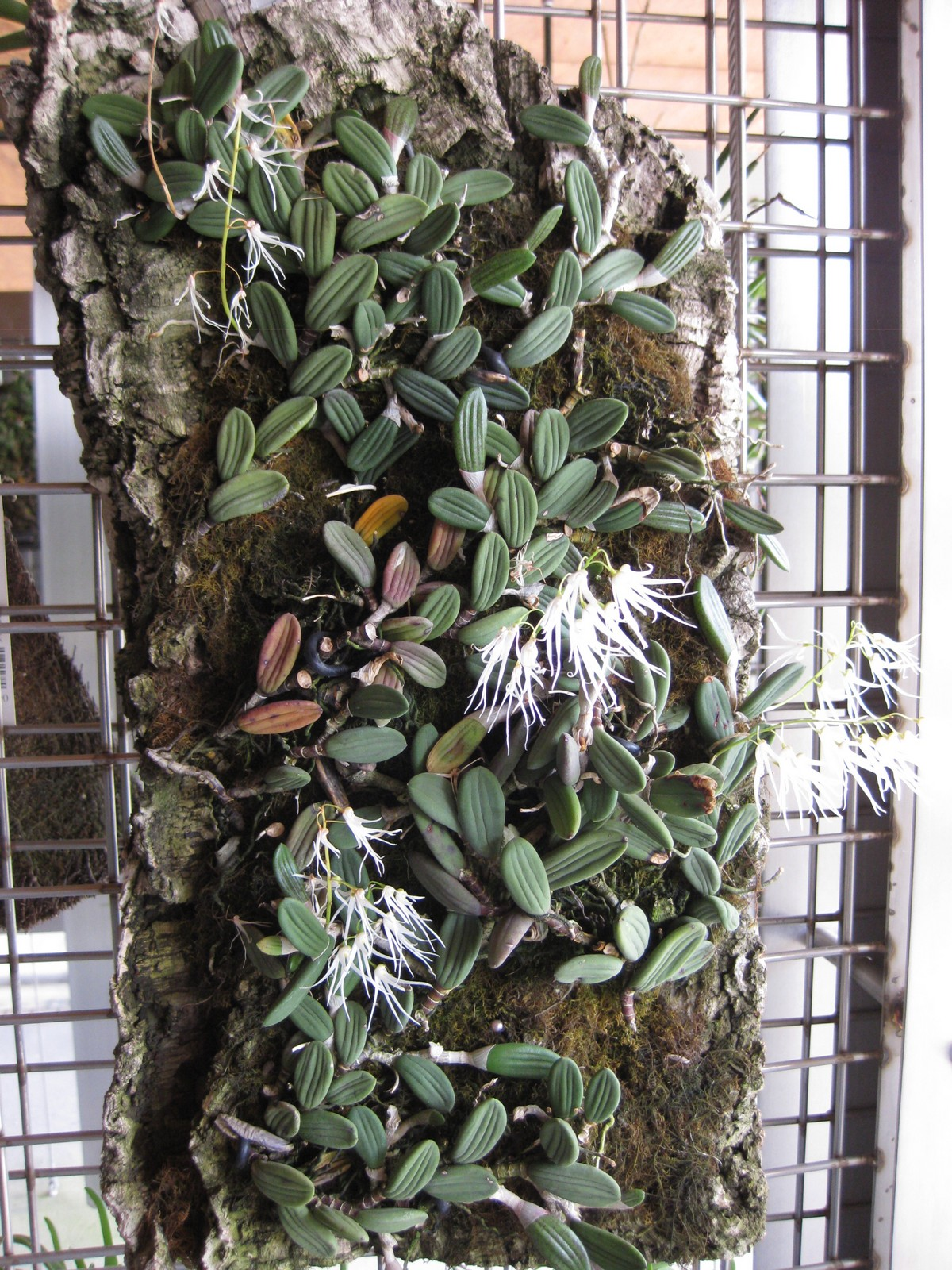
デ・リンギフォルメ・茎がほとんど退化

セッコクやノビルでは茎に沿って節ごとに葉をつけるのが普通だが、基部の方では葉身を持たない例もあり、キンギアナムやデンドロビウム・スペシオサムでは先端付近に2-3枚をつけるのみ、デンドロビウム・リンデリでは一枚だけしかつけない。またセッコクやノビルなどは落葉生で一年目の茎にのみ葉がついているが、宿在生の葉を持つ例もある。葉の形も、セッコクやノビルなどでは楕円形で柔らかだが、非常に硬くなった例や棒状になったものなどもある。
花の形も平らに広がるものから細長い筒状になるものまで変異に富む。セッコクなどは比較的単純で各弁ともさほど特徴がなく、唇弁も舟形になって先端が多少広がる。全体としては基部が筒状で、先端に向かって少し広がる形になる。デンドロビウム・キンギアナムの花はほぼこれに近い。デンドロビウム・ノビルなどはより花が平面に広がり、唇弁も広く発達してカトレアなどに似た花形となる。これに対して、デンドロビウム・ファレノプシスの花は唇弁はむしろ小さめで、側花弁が幅広くなるため、花形がコチョウラン属のものに似て見える。

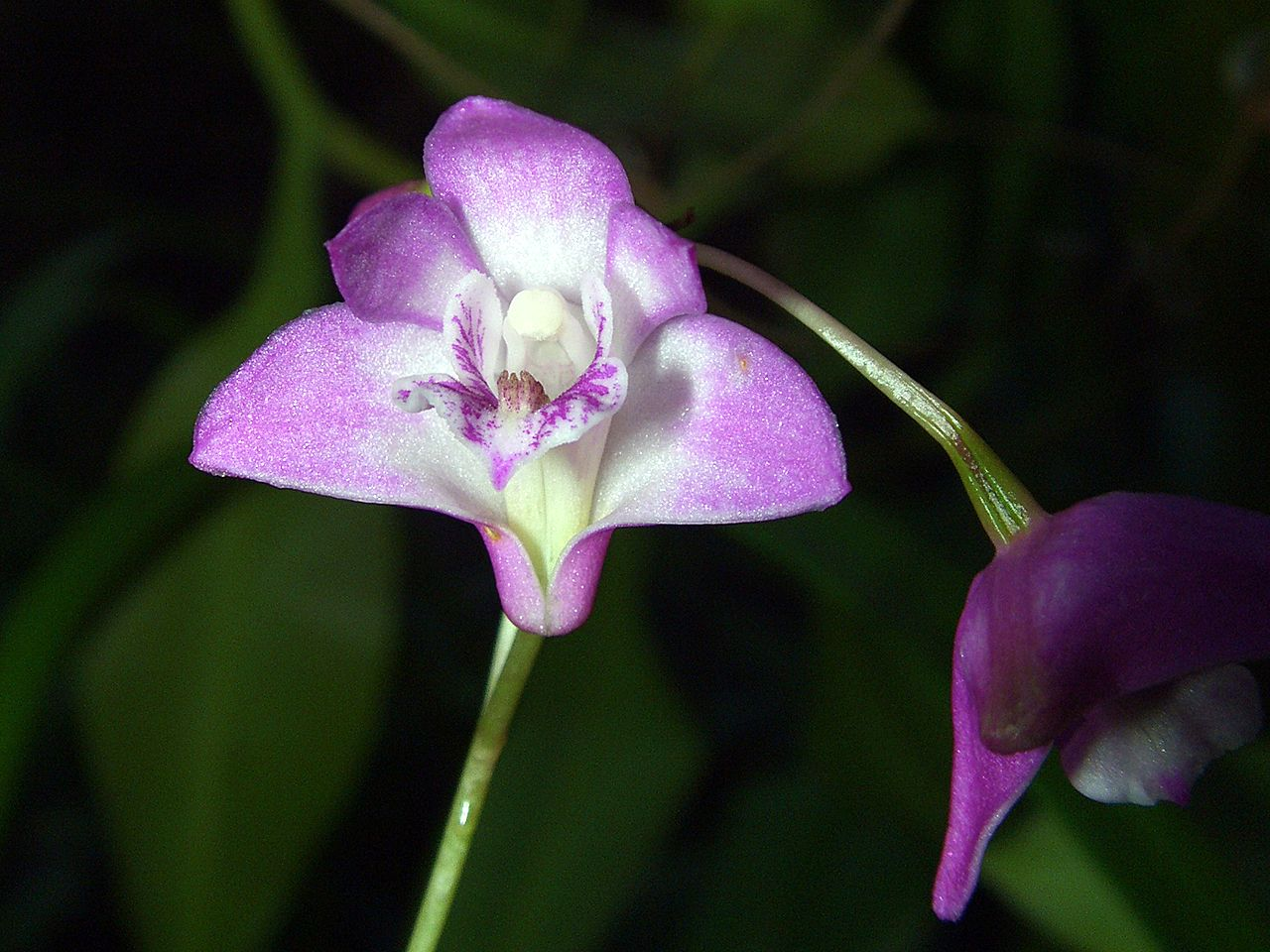
キンギアナムの花
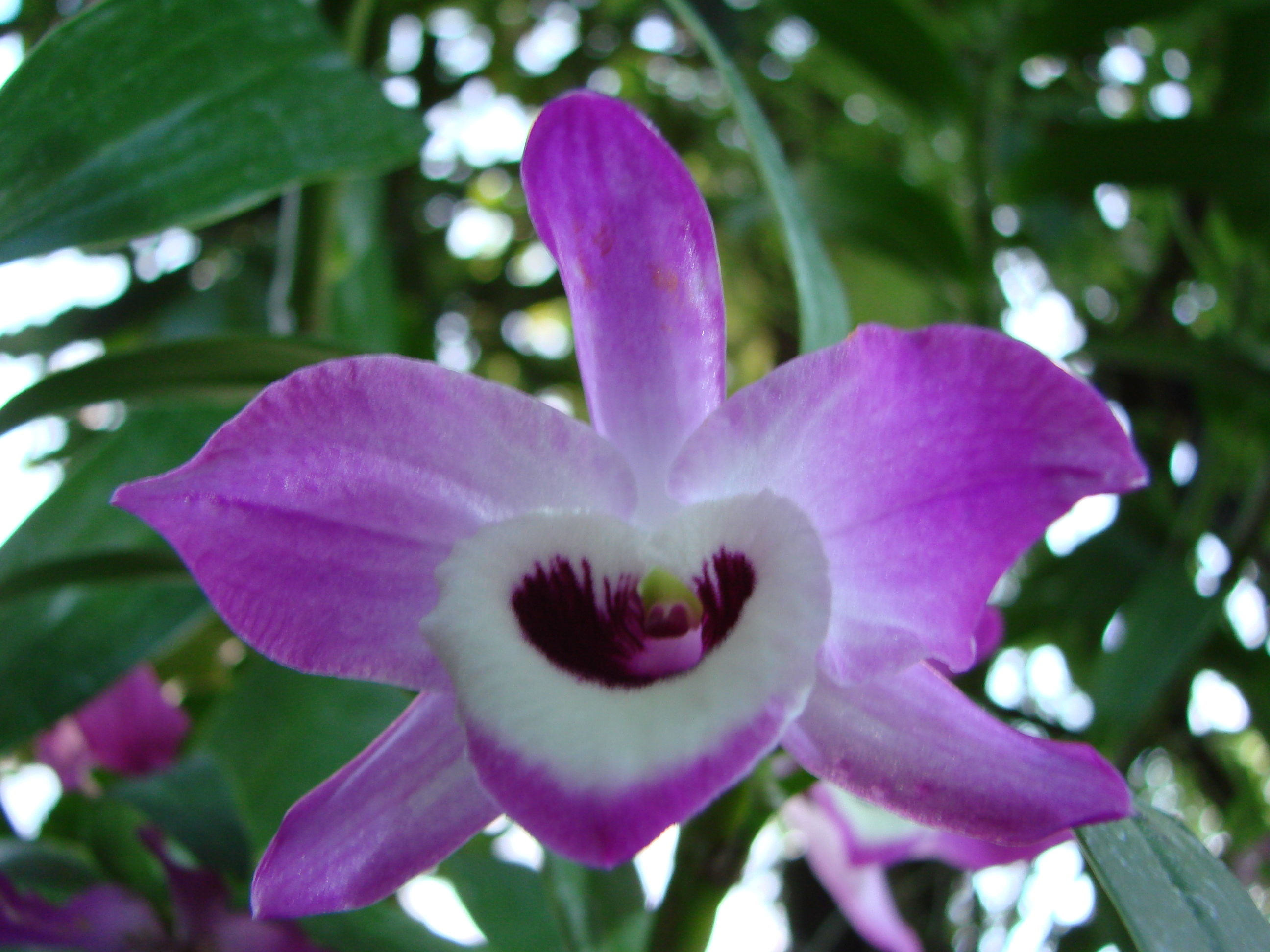
ノビルの花
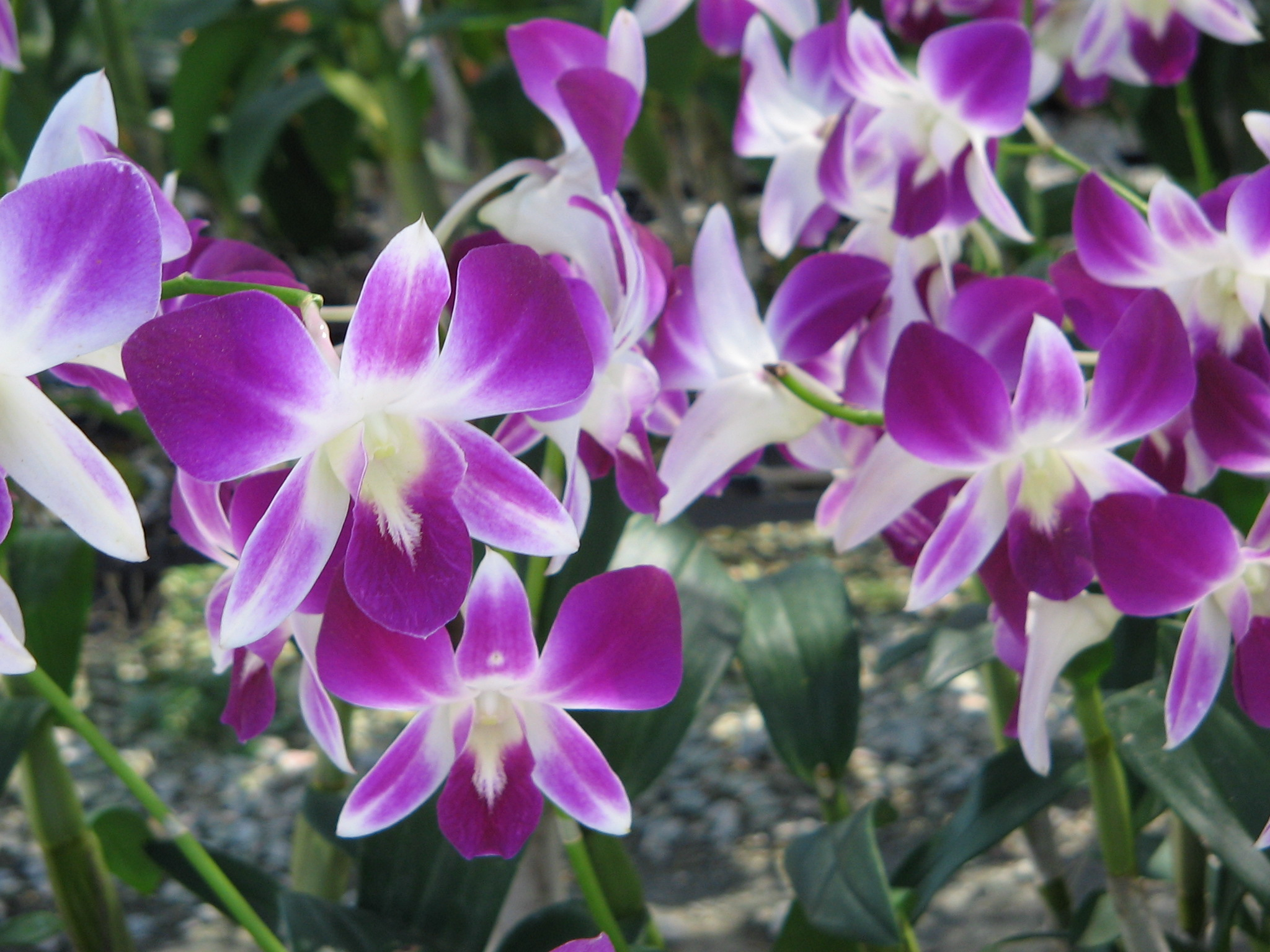
デンファレ系の品種の花

しかし、特異なものはこれら以外に多く、デンドロビウム・スペクタビレの花は先の尖った萼片や側花弁は大きく捻れ、デンドロビウム・アテヌアタムなどでは、萼片と側花弁がいずれも細長くて上に向かい、しかも螺旋状に捻れる。他にもデンドロビウム・スマイリエなどの細長い花弁等が開かずに管状になるもの、デンドロビウム・ウンキナツム等のように腹背から扁平になったもの、あるいはパフィオペディルムのように唇弁が袋状になったデンドロビウム・モシャツムなど、あるいは唇弁が上向きの普通のランの花と逆転しているものなど形態の多様性は幅広い。

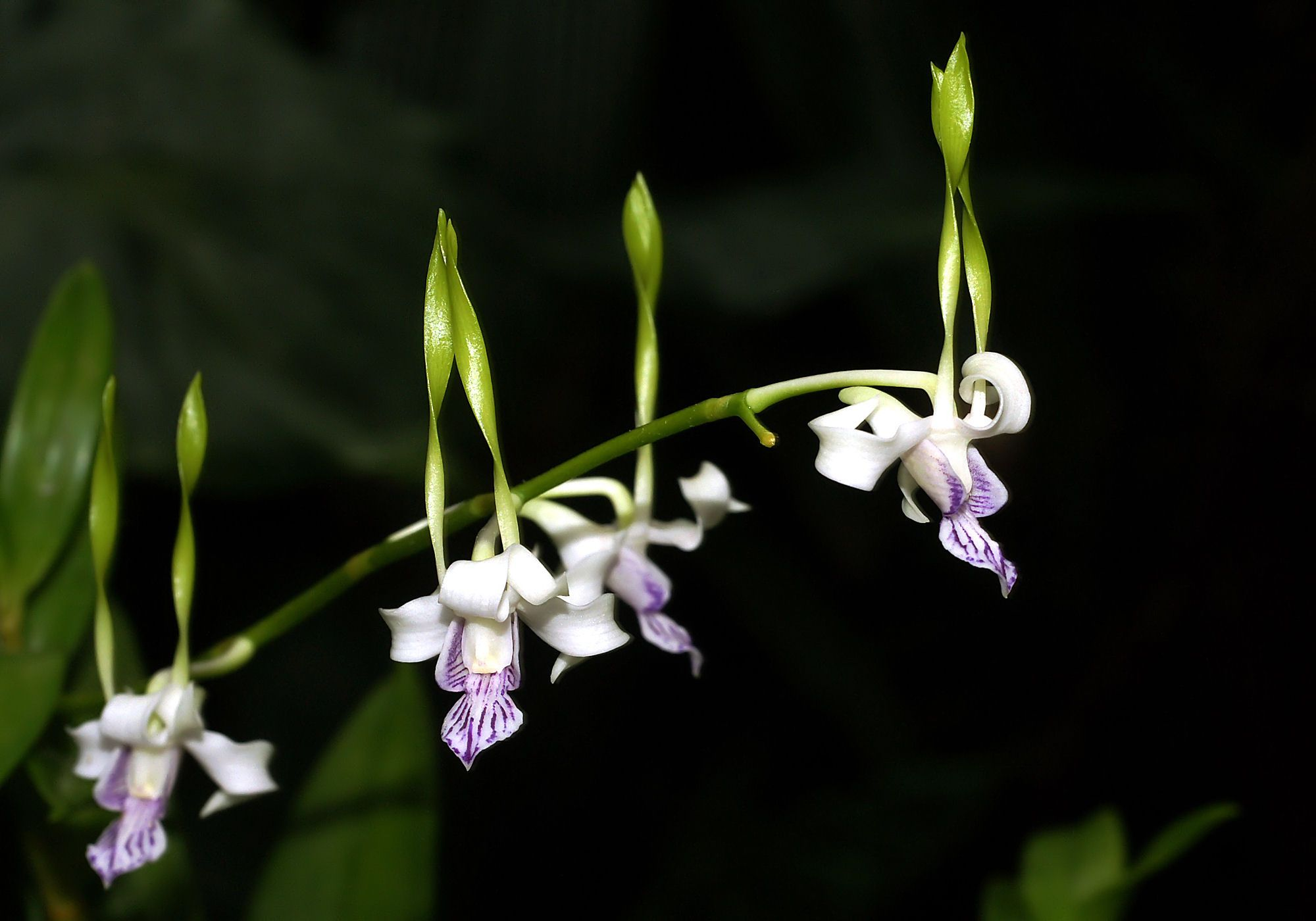
デ・アテヌアタム
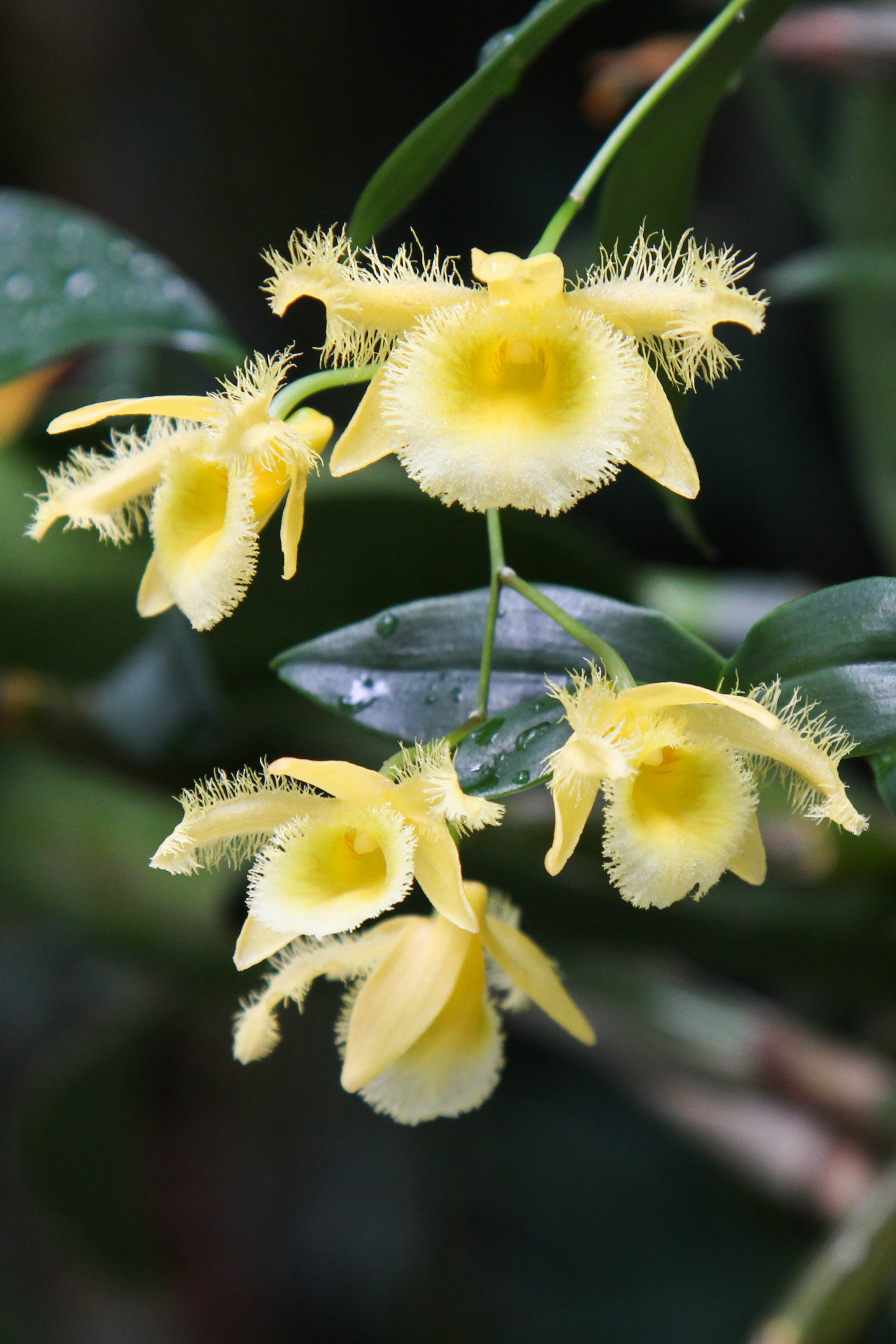
デ・ハーヴィアヌム・唇弁縁が細裂
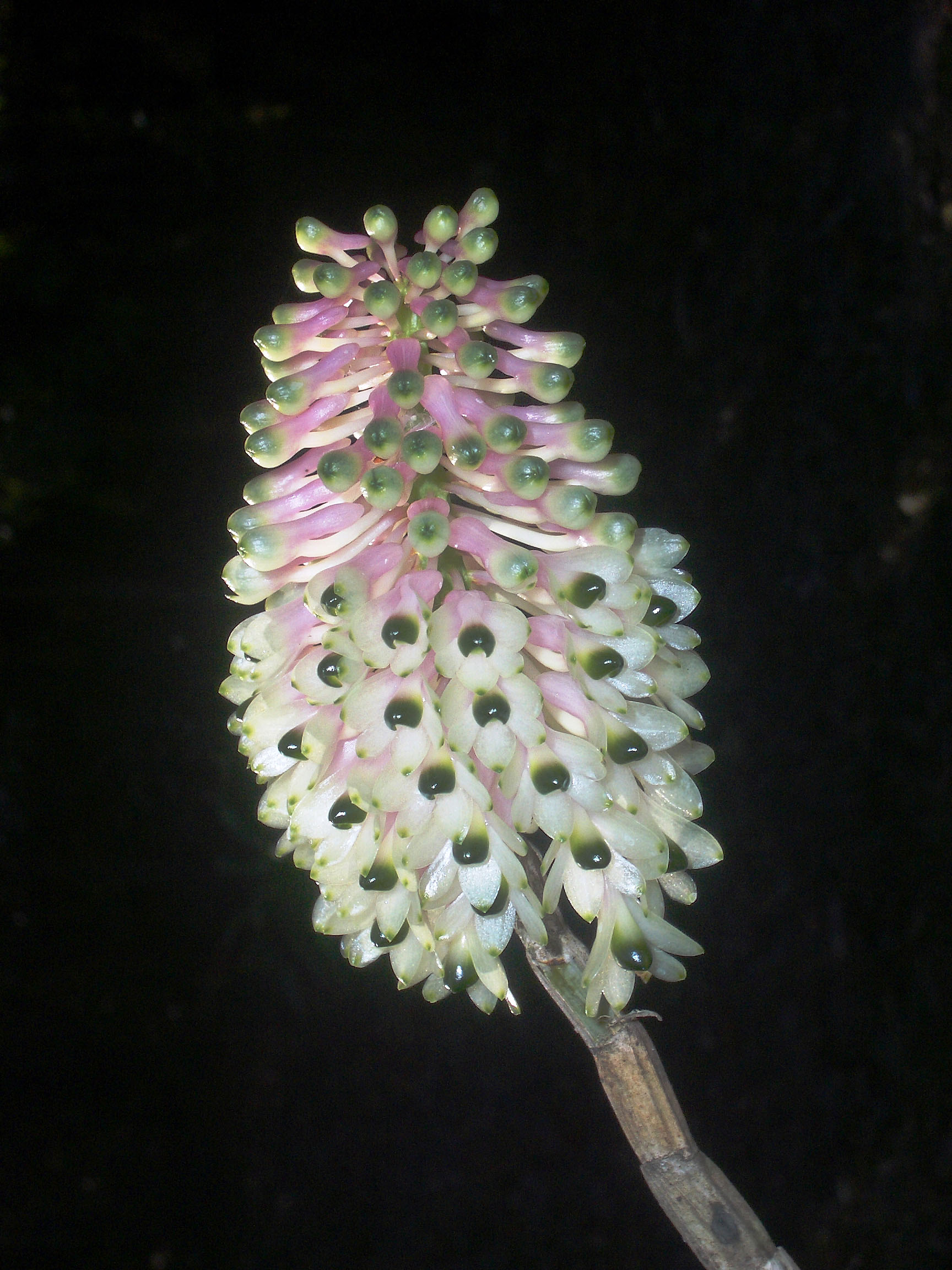
デ・スマイリエ・管状の花が密集
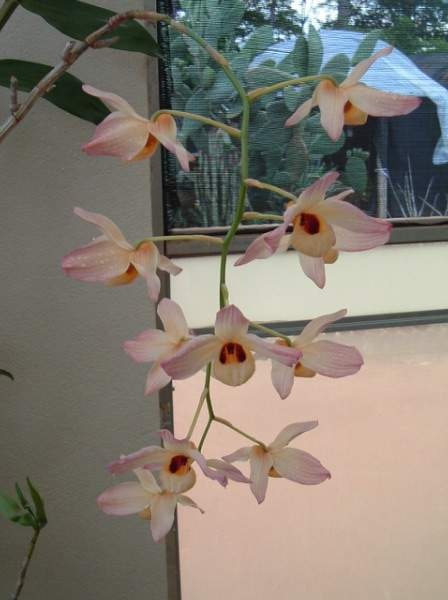
デ・モッシャツム 唇弁が袋状
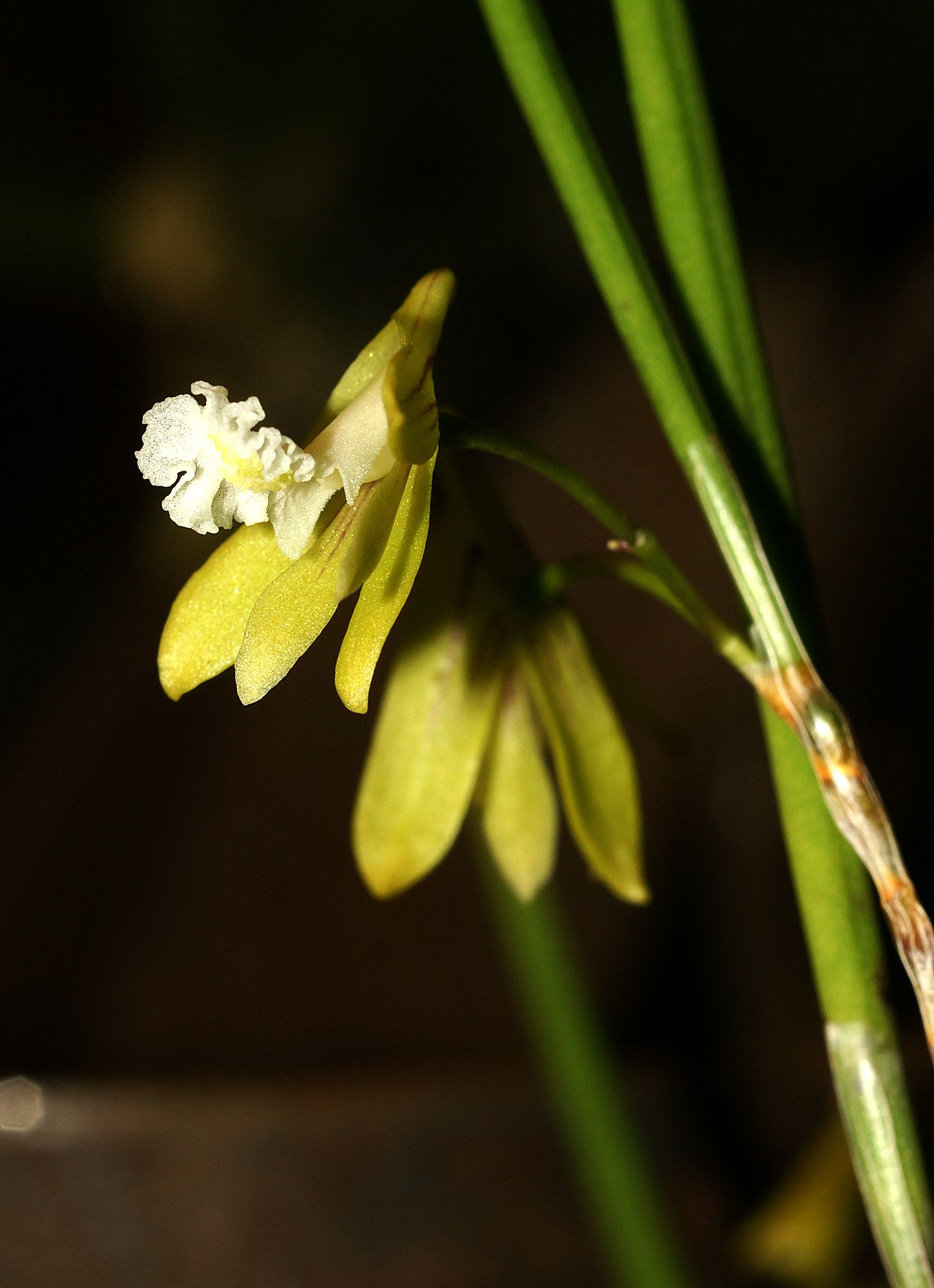
デ・ボウマニイ・花が倒立

## 分布と生育環境
この類の分布は、アジアからオーストラリアと、比較的よくまとまっている。西はヒマラヤ・ミャンマー・タイ・マレーシア・ニューギニアなど、オーストラリアの北東部とニュージーランドにも分布し、中国・フィリピンから、北では日本を北限としている。セッコクは岩手県宮古市を北限とし、これは本属のみならず着生蘭における北限とも言われる。
パプアニューギニアの高地の雲霧林には多くの種があるが、概して開花期が長いことで知られている。たとえばデンドロビウム・ベキシラリウスはせいぜい10cmの植物体の上に3cm程度の赤などの鮮やかな花を複数着け、しかもそれが三ヶ月以上、時に半年も咲き続ける。これは、受粉の確率が極めて低いことに依ると考えられている。

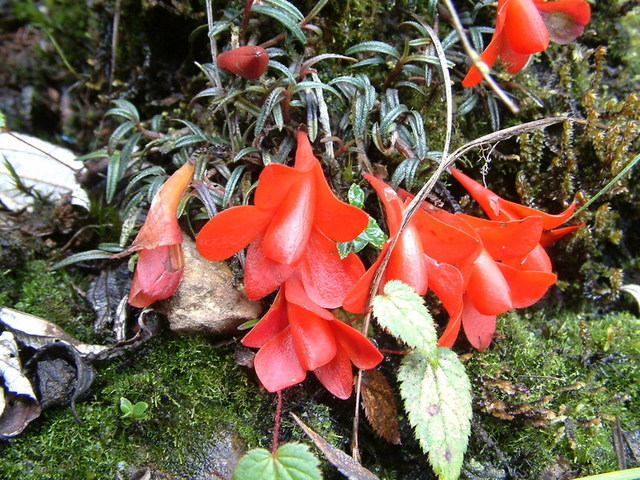
デ・クスバートソニー
ニューギニア産の小型種、やはり長期開花する

## 利害
害については特に知られていない。利用としては、多くの種が観賞用に栽培されている。

### 観賞用
日本ではセッコクが古くより栽培され、時にはシノブ玉などにつけた。その中から変わり物を選んで栽培することが江戸時代から行われ、日本の古典園芸植物の一部門となった。これについては長生蘭の項を参照されたい。
熱帯域の花の美しい種は欧米を中心に栽培され、品種改良や交配も行われた。いわゆる洋ランの世界では本属は四大洋ランの一つにあげられるほどよく知られ、普及している。現在では趣味としてだけでなく、切り花や贈答用として売買され、その栽培は産業として成立している。これについてはデンドロビウムの項を参照のこと。

### その他
日本および中国では数種が薬草として用いられる。セッコクは日本では全草を乾燥させたものを用い、消炎、強壮強精剤、および美声薬として用いた。ただし、特別な薬効成分は発見されていない。中国では現在でも数種が用いられ、ホンセッコク D. officinale が最も有効とされるが、洋ランのノビル系の原種であるデンドロビウム・ノビル（コウキセッコク）も用いられる。効果はセッコクと同様とされるが、これらからはアルカロイドなど特殊な成分も発見されている。